# Lissodelphis
Lissodelphis é um gênero de golfinhos encontrado no oceano Pacífico e nas águas subantárticas.

## Espécies
- Lissodelphis borealis Peale, 1848 – Golfinho-liso-do-norte ou Golfinho-setentrional
- Lissodelphis peronii (Lacépède, 1804) – Golfinho-liso-do-sul ou Golfinho-do-peru